# یوکو اوگاوا
یوکو اوگاوا (به ژاپنی: 小川 洋子) (زاده ۳۰ مارچ ۱۹۶۲) نویسنده ژاپنی است.

## نویسندگی
از سال ۱۹۸۸ تاکنون اوگاوا بیش از چهل نوشته داستانی و غیر داستانی به رشته تحریر درآورده است. او در سال ۲۰۰۶ کتاب "مقدمه‌ای بر ریاضیدانان زیباً را به همراه ماساهیکو فوجیوارا که یک ریاضیدان است نوشت که دیالوگی دربارهٔ زیبایی بی حد و حصر اعداد است.
کنزابورو اوئه دربارهٔ اوگاوا می‌گوید:"یوکو اوگاوا توانایی بیان کردن لطیف‌ترین ویژگی‌های ذهنی انسان را در قالب ادبیات دارد و این کار را در عین تاثیرگذاری انجام می‌دهد." لطافت کارهای اوگاوا بخشی به دلیل این است که کاراکترهای داستان‌های او در بیشتر اوقات به نظر می‌آید که نمی‌دانند کارهایی را که می‌کنند چرا انجام می‌دهند. او کارهایش را با انباشتن اطلاعات جزیی انجام می‌دهد، تکنیکی که شاید در کارهای کوتاهش موفقیت‌آمیزتر بوده‌است. سرعت پایین در گسترش داستان در کارهای بلند نیازمند یک امداد غیبی است که داستان را اتمام برساند. خواننده با توصیف حادی از آنچه قهرمان‌های داستان‌ها که عموماً زن هم هستند، می‌بینند و حس می‌کنند و بعضی اوقات خودآگاهی تعدیل شده آن‌ها که بازتاب کننده فرهنگ ژاپن و خصوصاً زن‌ها است، مواجه می‌شود.

## آثار ترجمه شده به فارسی
- خدمتکار و پروفسور - مترجم: کیهان بهمنی - نشر آموت

ترجمه دیگر: استاد و خدمتکار - مترجم: آسیه عزیزی، پروانه عزیزی - انتشارات نگاه
- انتقام - مترجم: کیهان بهمنی - نشر آموت
- پلیس حافظه- مترجم: کیهان بهمنی- نشر آموت
- استخر شیرجه - مترجم: احمد امامی - نشر هیرمند